# Kościół św. Rodziny w Piotrowicach
Kościół św. Rodziny w Piotrowicach Górnych (niem. Vierzehn Nothelfer Kapelle) – kościół filialny parafii św. Jana Chrzciciela w Ołdrzychowicach Kłodzkich (powiat kłodzki).

## Historia
Świątynię wybudowano w 1777 lub 1779. Od 1780 posiadała wezwanie Czternastu Świętych Wspomożycieli. Obiekt odnowiono w 2008.

## Architektura
Kościół stylowo reprezentuje późny barok, posiada jedną nawę, jest nakryty dachem dwuspadowym. Wieża kryta ostrosłupowym hełmem. We wnętrzu zachował się drewniany polichromowany ołtarz z końca XVIII wieku i inne wyposażenie z tego samego okresu. Przy kościele stoi krzyż kamienny z napisem Opfer der Liebe! i tabliczką Ofiara z Miłości. F. Buhl. 2013 r..